# الأسباط (الشعر)

تعديل مصدري - تعديل

‘’‘قرية الأسباط’’’ هي إحدى القرى الريفية التابعة لعزلة الأملوك في مديرية الشعر بمحافظة إب، وسط الجمهورية اليمنية. تقع القرية في منطقة جبلية تتميز بطبيعتها الخضراء، ويغلب على مناخها الاعتدال معظم فصول السنة، ما يجعلها جزءًا من المشهد الزراعي الخصب الذي تتسم به محافظة إب، والتي تُلقب بـ”اللواء الأخضر”.

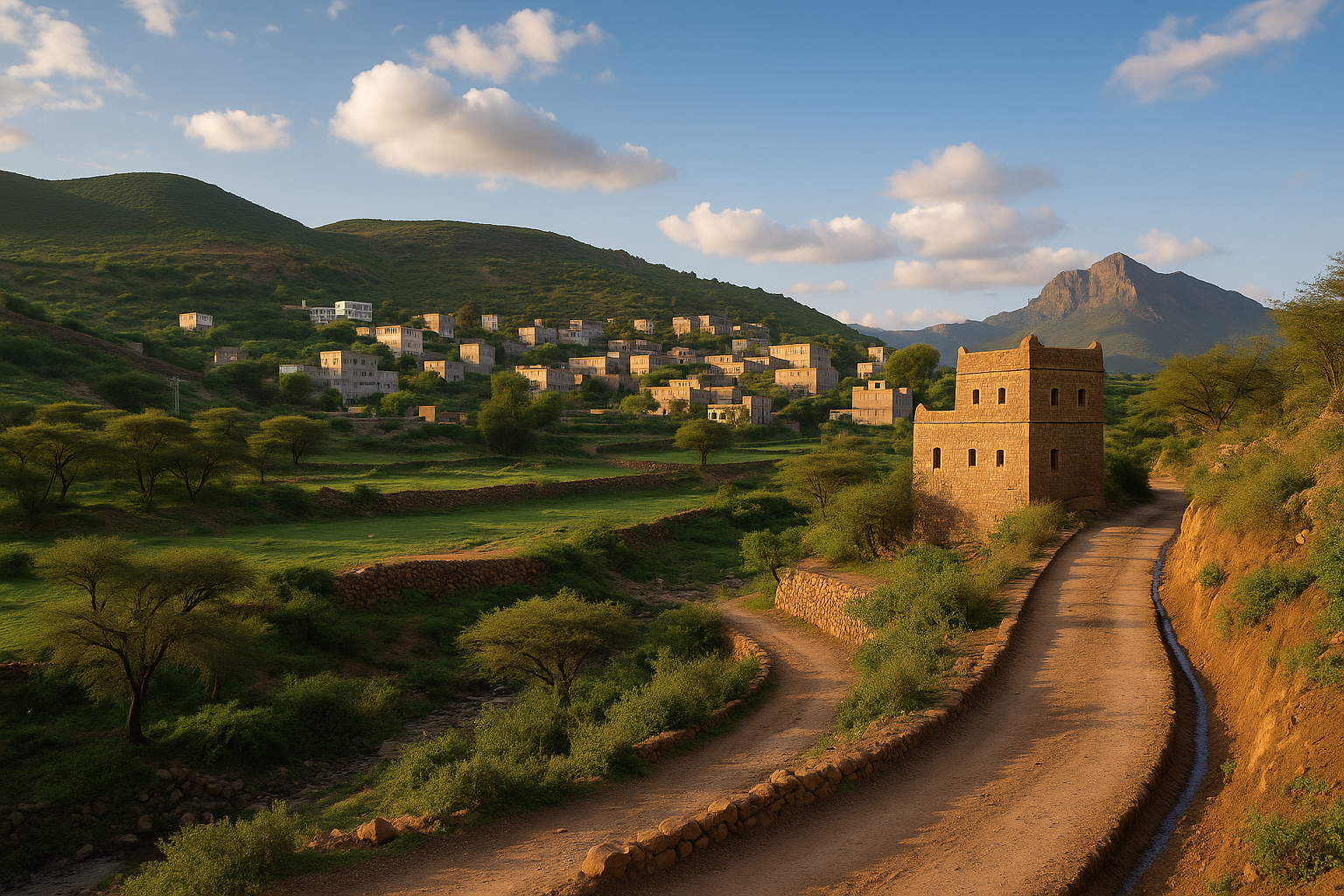
منظر عام لقرية الأسباط

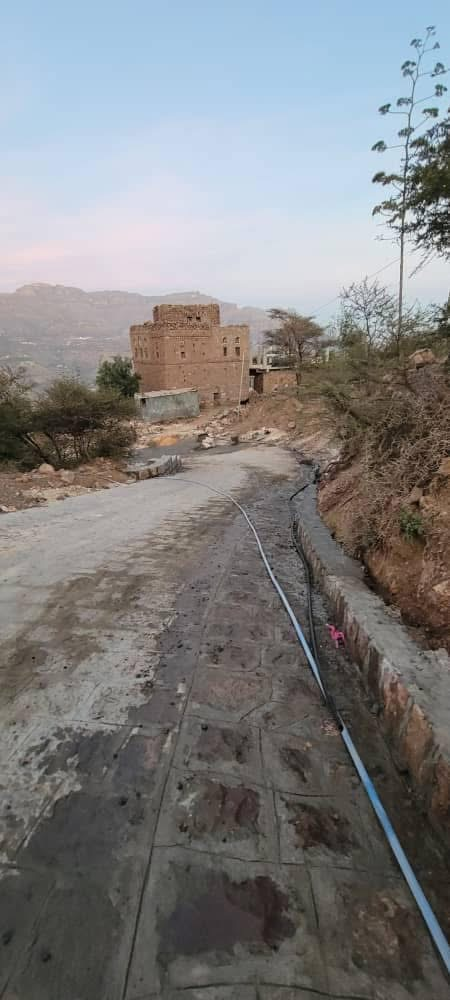
منزل يمني تقليدي من القرية

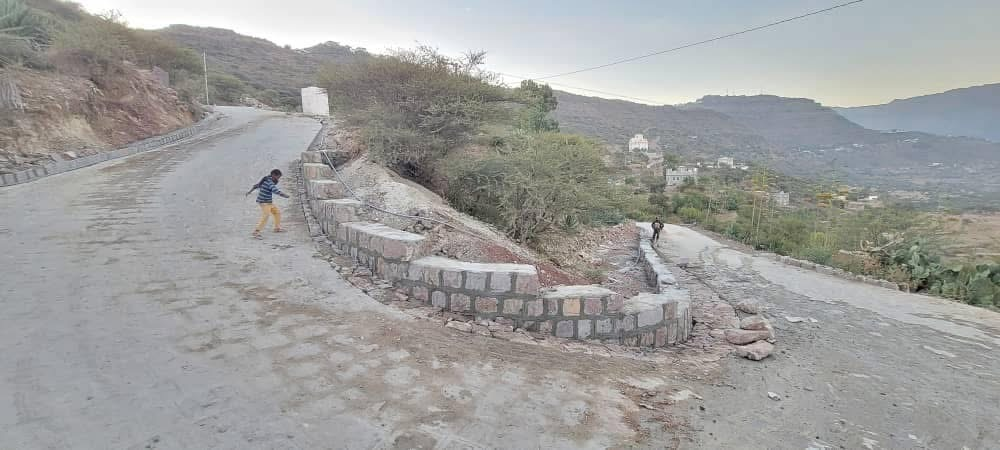
منزل مهجور في قرية الأسباط

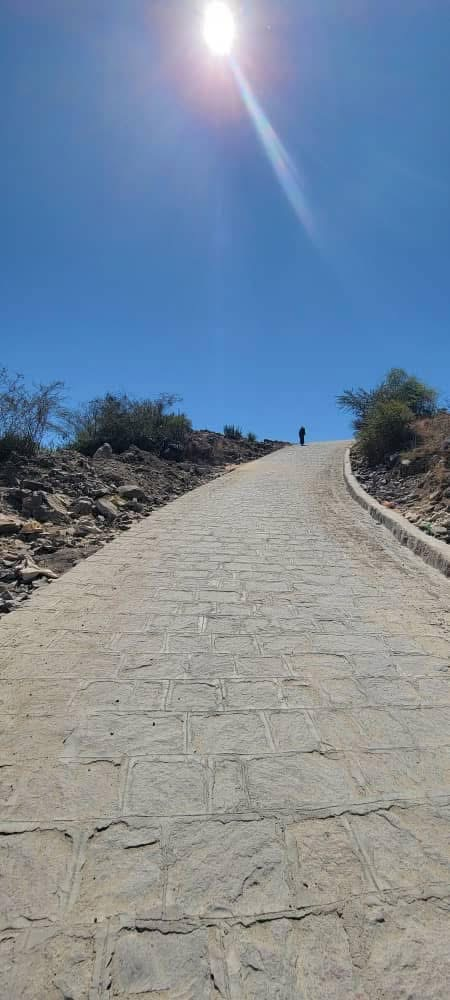
بقايا بناء حجري متهدم

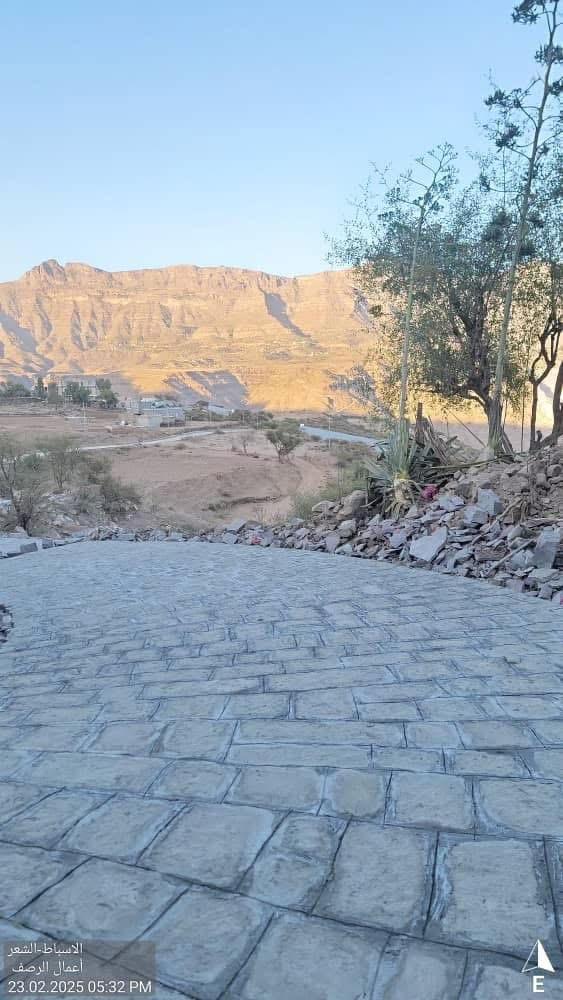
الطبيعة الجبلية المحيطة بالقرية

## التعايش الديني
شهدت قرية الأسباط، كغيرها من القرى اليمنية في محافظة إب، فترات طويلة من التعايش السلمي بين المسلمين واليهود اليمنيين، خاصة حتى منتصف القرن العشرين. وقد لعبت العائلات اليهودية دورًا اجتماعيًا واقتصاديًا في القرية، إذ عمل أفرادها في الحرف اليدوية التقليدية، وصناعة الفضة، والتجارة. وامتاز هذا التعايش بالاحترام المتبادل والمشاركة المجتمعية، في ظل مجتمع قبلي متماسك يحتضن التنوع الديني والثقافي.

## الهجرة والمغتربون
عرفت القرية حركة هجرة ملحوظة منذ منتصف القرن العشرين، حيث غادر العديد من سكانها نحو الخارج لأسباب اقتصادية وتعليمية. اتجه بعض المهاجرين إلى الولايات المتحدة الأمريكية حيث انخرطوا في التجارة الحرة، بينما توجه آخرون إلى المملكة المتحدة في خمسينيات القرن الماضي للعمل في قطاعي الحديد والفحم. كما تلقى بعض شباب القرية تعليمهم العالي في دول مثل الاتحاد السوفيتي، وكوبا، وفنزويلا ضمن بعثات دراسية دولية، وهو ما أدى إلى نشوء جاليات يمنية صغيرة بالخارج ذات جذور تعود إلى الأسباط.

## الأوضاع الراهنة
تعاني قرية الأسباط في الوقت الحاضر من الإهمال، إذ أصبحت العديد من منازلها القديمة مهجورة ومتهدمة، دون تدخل فعّال لترميم أو صون ما تبقى من تراثها العمراني. كما لم تُجر أي دراسات أثرية أو توثيقية حتى الآن للكشف عن بقايا دينية أو معمارية تشير إلى وجود اليهود في القرية سابقًا، رغم ما هو متداول في الذاكرة المحلية عن مساكنهم وأدوارهم في الحياة القروية.

## اليهود اليمنيون في الأسباط
غادرت العائلات اليهودية التي كانت تسكن في الأسباط تدريجيًا خلال النصف الأول من القرن العشرين، لا سيما في إطار ما عُرف بعمليات الهجرة الجماعية لليهود اليمنيين إلى فلسطين، ومن أشهرها عملية “بساط الريح” التي نُفذت بين عامي 1949 و1950. لا تتوفر معلومات دقيقة عن أماكن استقرارهم بعد مغادرة اليمن، ويُعتقد أن بعضهم استقر في إسرائيل، بينما تفرّق آخرون في الشتات.

## السياق الجغرافي والثقافي لمحافظة إب
تمثل محافظة إب إحدى أكثر محافظات اليمن كثافة سكانية وثراءً ثقافيًا، وتحتضن العديد من القرى والمناطق التي عرفت بتنوعها الديني والتاريخي، مثل مدينة “الظهار”، و”السدة”، و”العدين”، التي كانت تحوي أيضًا جاليات يهودية. وكانت إب لقرون مركزًا علميًا ودينيًا بارزًا، وموطنًا لعدد من المدارس التقليدية والعلماء البارزين.

## التعايش الديني
عرفت قرية الأسباط منذ القدم بالتسامح والتعايش السلمي بين سكانها المسلمين واليهود اليمنيين، الذين عاشوا فيها جنبًا إلى جنب بسلام وانسجام. كانت القرية نموذجًا للتعايش المشترك، حيث شارك الجميع في الحياة اليومية، وتبادلوا الاحترام والمودة. وكان اليهود يعملون في الحرف اليدوية والتجارة، ويساهمون في بناء النسيج الاجتماعي للمنطقة.

## الهجرة والمغتربون
تميزت الأسباط بتاريخ طويل من الهجرة، خاصة منذ منتصف القرن العشرين، حيث غادر العديد من أبنائها إلى الخارج بحثًا عن حياة أفضل. فقد هاجر بعضهم إلى الولايات المتحدة الأمريكية للعمل في التجارة، فيما انتقل آخرون إلى المملكة المتحدة في خمسينيات القرن الماضي للعمل في مجالات مثل صناعة الحديد وتعدين الفحم. كما توجه عدد من الطلاب إلى دول كـالاتحاد السوفيتي، وكوبا، وفنزويلا ضمن برامج تعليمية وبعثات دراسية.

## أوضاع القرية الحالية
لا تزال منازل قرية الأسباط قائمة إلى اليوم، لكنها مهجورة ومتدهورة. فقد تهدمت أجزاء كبيرة من المباني القديمة، وتآكلت الجدران بفعل العوامل الطبيعية، في ظل غياب أي جهود رسمية للحفاظ على التراث أو ترميم المواقع التاريخية. وعلى الرغم من التاريخ الغني للقرية، لم تُجر أي دراسات أو عمليات استكشاف حتى الآن للبحث عن آثار تدل على وجود اليهود اليمنيين فيها، سواء من مقتنيات أو شواهد أو نقوش.

## السكان اليهود ومصيرهم
كان في القرية عدد من العائلات اليهودية اليمنية التي غادرت في منتصف القرن العشرين، خاصة خلال عمليات الهجرة الجماعية مثل "بساط الريح". ويظل مصير هؤلاء السكان مجهولًا حتى اليوم، حيث لا تتوفر معلومات دقيقة حول أماكن استقرارهم بعد مغادرتهم للقرية.

## السياق الجغرافي والثقافي لمحافظة إب
تقع الأسباط ضمن إحدى العزل الريفية في محافظة إب، وهي من المحافظات اليمنية الأكثر تنوعًا ثقافيًا وسكانيًا، وتضم عشرات القرى ذات الطابع التاريخي، من بينها قرى كانت مأهولة باليهود مثل "الظهار"، و"السدة"، و"العدين". وكانت إب مركزًا تعليميًا وثقافيًا مهمًا في فترات متعددة من التاريخ اليمني، ما يعكس الغنى الحضاري للمنطقة.